# 엔노 오즈누

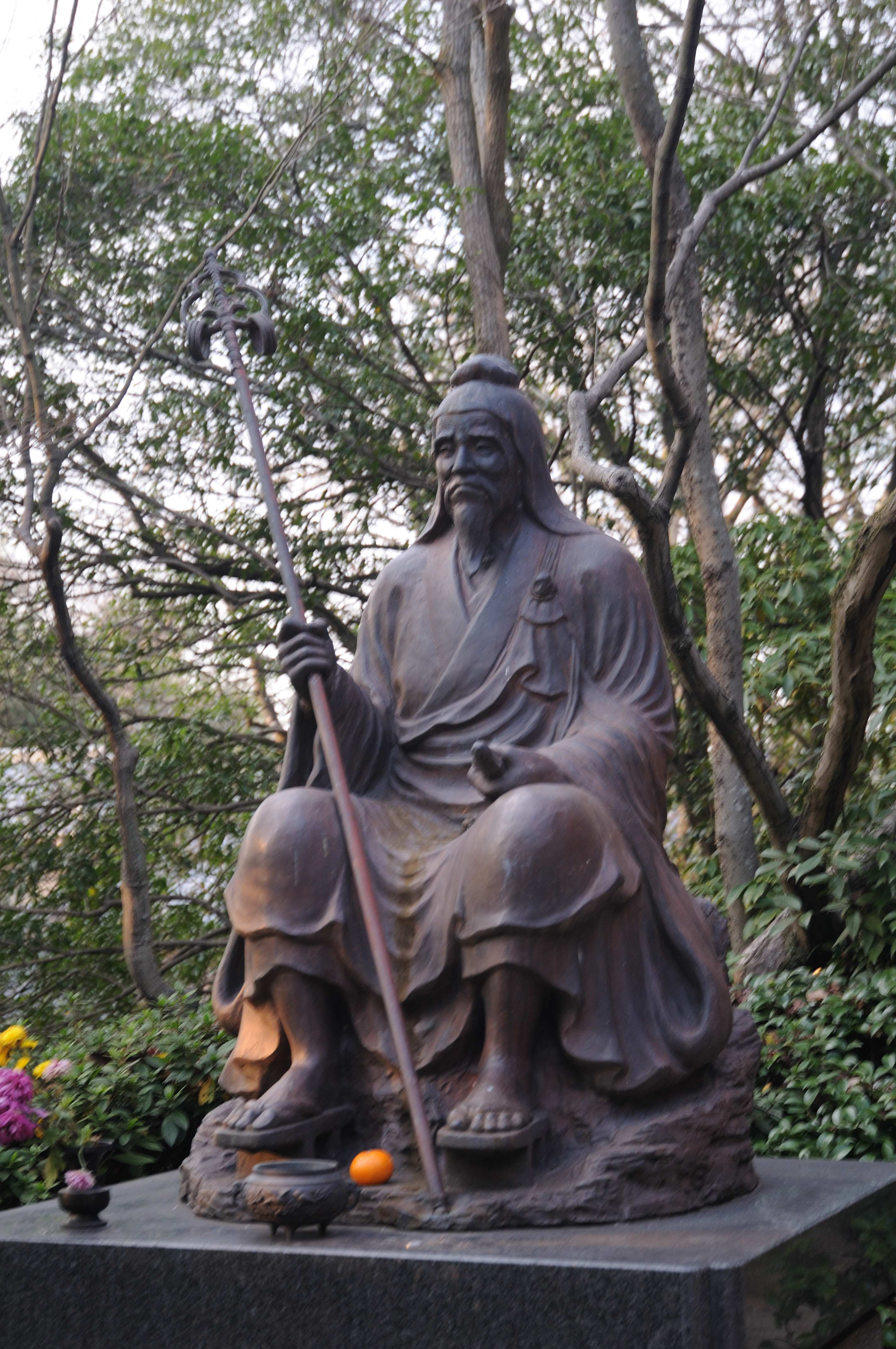
엔노 오즈누

엔노 오즈누(役小角, えん の おづの /おづぬ /おつの, 조메이 천황(舒明天皇) 6년(634년)? ~ 다이호(大宝) 원년 6월 7일(701년 7월 16일)?)는 일본 아스카 시대(飛鳥時代)에서 나라 시대(奈良時代)에 걸쳐 살았던 주술사이다. 가바네(姓)는 기미(君). 슈겐도(修験道)의 창시자로써 알려져 있다. 엔노 교자(役行者)라고도 불렸다.
실존인물임은 분명하지만, 후세에 전해진 인물상은 한 종교의 창시자로써 신비화되어 전해졌으며, 덴카와 변재천 신사(天河大弁財天社)나 다이푸 산(大峯山) 류센지(龍泉寺) 등 많은 슈겐도 성지에는 엔노 오즈누가 처음 열었다, 또는 엔노 오즈누가 수행했다는 류의 전설을 전하고 있다.

## 출신
엔 씨(役氏)는 가바네를 기미(君)로 하며, 미와 씨족(三輪氏族) 속하는 지지계(地祇系) 씨족으로 가모 씨(加茂氏, 賀茂氏)에서 갈라져 나온 씨족으로써 가모노 엔노기미(加茂役君, 賀茂役君)라고도 불린다. 임신의 난 때에 가모노 에미시(鴨蝦夷)가 덴무 천황(天武天皇)을 도운 공으로 덴무 13년(684년) 아손(朝臣)이라는 가바네를 하사받았다. 음양사 아베노 세이메이로 유명한 아베 씨 가문과 함께 헤이안 이래로 음양료의 양대 산맥을 이루었던 가문이기도 하다.
고대 일본의 호족이었던 가모 집안은 대개 천신계와 지신계로 계보가 나뉘는데, 전설상의 천황가의 시조인 진무 천황(神武天皇)의 동쪽 정벌, 흔히 진무동정(神武東征)이라 불리는 신화 속에서 까마귀 야다가라스의 모습으로 천황의 길을 인도했다는 신 가모타케쓰누미노 미코토(賀茂建角身命)를 시조로 하는 것이 천신계이고, '미와묘진(三輪明神)'이라고 불린 오오모노누시의 아들 오오타타네코(大田田根子)의 손자 오오카모스미(大鴨積)를 시조로 하는 것이 지신계이다. 흔히 가모 집안이라고 하면 이 지신계를 많이 가리킨다.
엔노 오즈누의 집안인 지지계 엔노기미(가모노 엔노기미) 씨는 역민(役民)을 관장하는 씨족으로써 야마토 국(大和国)・가와치 국(河内国)에 많이 흩어져 살았다.

## 생애
《일본영이기》에는 그가 야마토 국 가쓰라기카미군(木上郡) 가와바라 촌(茅原村, 지금의 나라 현 고세 시 가와바라) 사람이라고 소개하고 있다. 엔노 오즈누가 태어난 해는 죠메이 천황(舒明天皇) 6년(634년)으로 아버지는 이즈모(出雲)로부터 이주해 온 오오즈누(大角), 어머니는 백전녀(白専女)이다(그가 태어났다 전하는 자리에는 현재 길상초사라는 절이 있다).

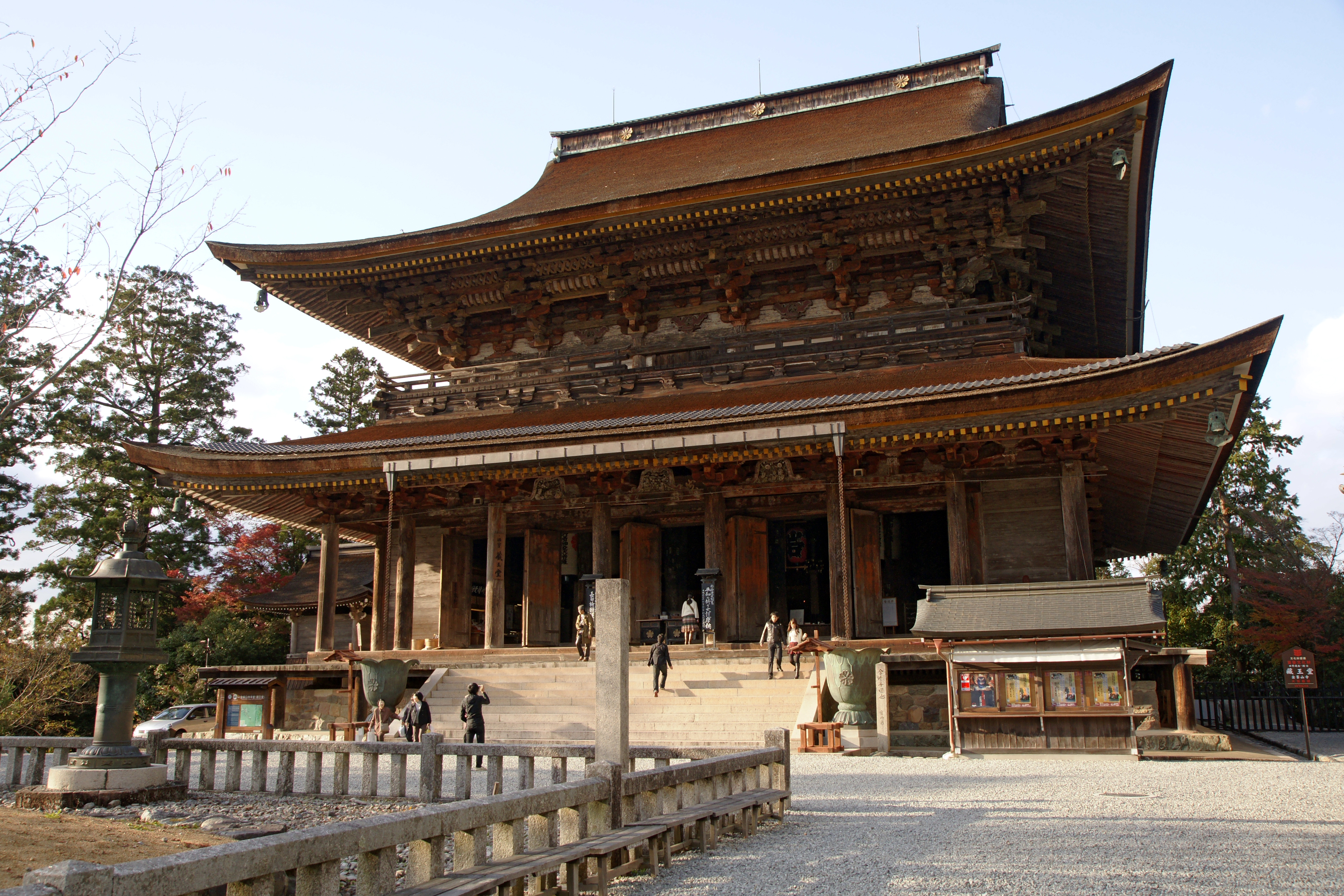
나라 현 요시노 정의 긴푸센지(金峯山寺). 본존으로 곤고쿠라오 다이곤겐(즉 구라오 곤겐)을 모시며, 구라오 곤겐은 인도에도 없는 일본 고유의 부처이다.

17세 때 그는 나라(奈良)의 겐코지(元興寺)에서 《공작왕주경》(孔雀王呪經)이라고도 하는 공작명왕의 주법을 배우고, 야마토 국의 가쓰라기 산(葛木山)에서 처음 산악수행을 시작했다. 구마노(熊野)나 오오미네(大峯) 같은 영산들을 돌며 수행을 거듭한 그는 요시노의 긴푸 산(金峯山)에서 곤고쿠라오 다이곤겐(金剛藏王大權現)을 감득해 슈겐도의 기초를 쌓아 올렸다.
이미 20대 무렵에 덴지 천황의 공신이자 재상이었던 후지와라노 가마타리(藤原鎌足)의 병을 치유했다는 전설이 있을 정도로 이름을 떨쳤던 그는 또한 오니(鬼)라고 불리는 귀물들을 부리는 능력도 뛰어났다고 한다. 신불조화(神仏調和)를 외친 그의 제자 가운데는 국가의 의료 및 주금(医療)을 맡았던 전약료(典薬寮)의 장관으로까지 임명된 가라쿠니노 히로타리(韓国広足)도 있었다.
몬무 천황(文武天皇) 3년(699년) 5월 24일에 사람들을 현혹시킨다는 모함을 당해 이즈 섬(伊豆島)으로 유배되었다. 사람들은 엔노 오즈누가 귀신을 부려 물을 긷고 잡초를 베었으며, 명령을 따르지 않는 귀신은 주술로 속박하기도 한다고 믿었다고 한다.
2년 뒤인 다이호(大宝) 원년(701년) 1월에 내려진 사면령으로 풀려나 가와바라에 돌아온 엔노 오즈누는 그 해 6월 7일, 68세의 나이로 미노오의 덴조가다케(天井ヶ岳)에서 입적했다고 전한다.
헤이안 시대가 열리고 산악 신앙이 융성해지면서 그는 '엔노 교쟈'라 불리게 되었다. 무로마치 시대에는 긴푸 산과 구마노 산 등의 여러 산에서 엔노 오즈누의 전승을 담은 연기나 교의서가 성립되었다. 덴카와 신사(天河神社)나 오미네 산의 류센지(龍泉寺) 등 대부분의 슈겐도 성지들은 엔노 오즈누가 처음 그곳을 열었다거나 그곳에서 수행했다거나 하는 등으로 엔노 오즈누와 연결되어 있다. 긴푸 산과 구마노 산의 연기를 담은 《양봉문답비초》(両峰問答秘鈔), 《수험지남초》(修験指南鈔) 등을 비롯해, 정사인 《쇼쿠니혼키》(続日本紀)에도 《엔노교자본기》(役行者本記)라는 오즈누의 전기가 보인다. 이러한 기록물의 간행과 전파에서 종종 에마키(絵巻)나 엔노 오즈누의 모습을 그린 조상이나 초상화도 제작되었다.
간세이(寬政) 11년(1799년)에 쇼고인노미야(聖護院宮) 에이히토(盈仁) 법친왕이 형 고카쿠(光格) 덴노에게 그 해가 엔노 오즈누가 죽은지 1,100년이 된다는 것을 상소하여, 정월 25일 고카쿠 덴노는 다이나곤 카라스마루 미츠히로를 칙사로서 쇼고인에 보내어, 엔노 오즈누에게 진벤다이보사츠(神變大菩薩)라는 시호를 내렸다. 이 칙서 내용은 모두 고카쿠 덴노가 직접 쓴 친필이며 쇼고인에 소장되어 있다.

## 전설

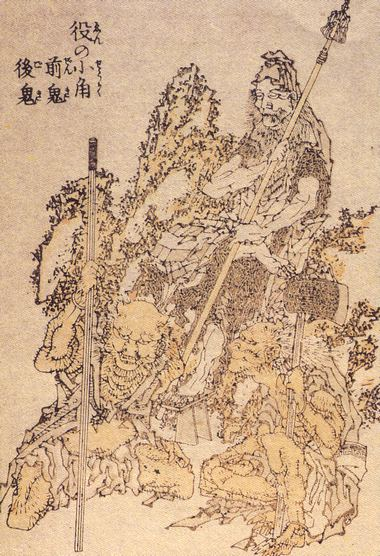
가쓰시카 호쿠사이가 그린 엔노 오즈누. 그 아래에 젠키, 고키가 그려져 있다. 『호쿠사이 만화』(北斎漫画) 중에서.

엔노 오즈누는 귀신을 부려 일을 시키는 등의 법력을 발휘했다고 전하고 있으며, 지금 일본에 남아있는 슈겐도 계열의 사원에서 간행하고 있는 엔노 오즈누의 초상화를 보면 대체로 바위 위에 앉아 다리를 드러내고, 머리에 두건을 쓰고 굽이 하나만 있는 높은 나막신을 신은 노인이 오른손에 두루마리, 왼손에 석장(손에 든 도구는 절마다 차이가 있다)을 들고 그가 부렸다는 젠키(前鬼)와 고키(後鬼)라는 두 귀신을 거느린 모습을 한 것으로 유명하다. 원래 이름은 젠도키(善童鬼)와 묘도키(妙童鬼)라고도 칭하는 이 귀신들은 엔노 오즈누의 수하로서의 이름은 기카쿠(義覺 또는 기가쿠義學)와 기겐(義玄 또는 기켄義賢)라고도 한다. 젠키는 음양 가운데 양을 상징하는 붉은 귀신으로 철도끼를 쥐고 엔노 오즈누의 앞에 서서 그를 가로막는 것을 물리쳤으며, 고키는 젠키의 아내이자 음을 상징하는 푸른 귀신으로, 영력이 있는 물인 이수(理水)가 담긴 병을 손에 들고, 곡식의 씨를 넣은 상자를 안고 있는 것이 많다. 젠키는 지금 나라현 요시노군의 시모키타야마무라(下北山村), 고키는 덴카와무라(天川村) 출신으로 여겨진다. 원래는 이코마(生駒) 산지에 살며 사람들에게 해를 끼치던 악귀들이었는데(그 산은 현재의 이코마生駒시 오니토리쵸鬼取町에 있다) 엔노 오즈누가 그들을 부동명왕의 비법으로 포박해 복속시켰다고 한다. 다른 전승에서는 둘 사이에 다섯 아이가 있었는데 엔노 오즈누는 그 중 막내를 쇠로 된 가마솥에 숨겨버렸다. 막내를 잃어버리고 슬퍼하는 이들에게 엔노 오즈누는 "너희의 자식을 잃어버린 심정을 느끼고 있다면 너희에게 자기 아이를 잃은 부모의 심정도 헤아릴 수 있겠지?"라며 꾸짖었고, 이들은 마음을 고쳐먹고 엔노 오즈누를 따르게 되었다고 한다. 엔노 오즈누는 그들에게 각각 기가쿠(義覺)·기겐(義玄)이라는 이름을 주었다(시즈오카 현에도 비슷한 전설이 있다). 실재했는지의 여부는 알 수 없지만 엔노 오즈누에게 기가쿠, 기겐이라는 이름을 가진 인간 제자가 있었다고도 한다.
또한 어느 날은 가쓰라키 산에서 긴푸 산 사이에 돌다리를 놓을 계획을 세운 그는 여러 구니의 신들을 불러모아 이 계획을 실현시켰다. 그런데 가쓰라기 산에 살던 히토코토누시(一言主) 신은 자신의 추한 모습을 드러내기 싫어서 밤중에만 나와 일했고, 엔노 오즈누는 신인 히토코토누시를 봉인해 가두어 버렸다. 히토코토누시는 이에 격분해 천황에게 엔노 오즈누를 참소했고, 엔노 오즈누는 도술을 부려 달아났지만 그의 어머니를 인질로 잡은 조정군에 출두해 결국 체포, 이즈 오오시마(大島)에 유배되었다. 그러나 그 뒤로도 히토코토누시는 여전히 갇혀 있었다고 한다.
엔노 오즈누는 유배된 뒤에도 밤마다 바다 위를 걸어 후지산(富士山)에 올랐다고 한다. 후지산 산기슭인 고텐바시(御殿場市)에 있는 세이류지(青龍寺)는 엔노 오즈누가 세웠다고 전하는 절이다.
엔노 오즈누와 거의 비슷한 시대를 살았던 법상종 승려 도쇼(道昭, 629~700)가 견당사로서 파견되어 갔을 때에 신라 땅을 거쳤는데, 마침 그곳의 산중에서 5백 마리의 범을 상대로 《법화경》(法華經)을 강론할 자리가 있었다. 그 5백 마리의 범 가운데 사람이 한 명 끼어있어 그 사람이 도쇼에게 이런저런 질문을 던졌는데 그 사람이 엔노 오즈누였다는 것이다.

### 쇼쿠니혼키
엔노 오즈누의 생애는 전설로써만 전해지는 것이 대부분이지만, 정사로써의 《쇼쿠니혼키》(続日本紀)권1 몬무 천황(文武天皇) 3년 5월 정축조에 엔노 오즈누에 대한 기술이 있다. 일본의 공식 역사서 가운데 유일한 기록인데, 집필 시기는 엔노 오즈누가 죽은 뒤 100년 정도 지난 뒤였다.
丁丑, 役君小角流于伊豆島. 初小角住於葛木山, 以咒術稱, 外從五位下韓國連廣足師焉, 後害其能, 讒以妖惑. 故配遠處. 世相傳云, 小角能役使鬼神, 汲水採薪, 若不用命, 即以咒縛之.
정축(24일)에 엔노기미 오즈누(役君小角)를 이즈 오오시마에 유배시켰다. 이보다 앞서 오즈누는 가쓰라기 산에 살며 주술로 소문이 자자했다. 뒤에 외종5위하 가라쿠니노무라치 히로타리(韓国連広足)가 스승으로 섬기며 받들었다. 그런데 그 뒤에 어떤 사람이 그의 능력을 질투하며 요사스런 술수로 현혹시킨다고 헐뜯어 말했다. 이에 그를 먼 곳으로 유배한 것이다. 세상에서는 서로 전하기를 「오즈누는 귀신을 부려 물을 긷고 나무를 하는데 그 명을 따르지 않는 귀신은 그가 주술로 결박해 버렸다.」고 하였다.— 《쇼쿠니혼키》권1, 몬무 천황 3년 5월 정축

이 기록의 내용 전반은 사실을 다루고 있지만, 후반의 「세상에서 전하기를」 부분은 전해들은 이야기의 내용으로써, 엔노 오즈누에 관한 신뢰할 만한 정사 기술은 이것이 유일하며 후에 기록된 엔노 오즈누에 대한 전설과 설화 전반의 기본 이야기가 된다.

### 일본영이기
《쇼쿠니혼키》보다 후에 성립된 《일본현보선악영이기》(日本現報善悪霊異記), 약칭 《일본영이기》의 기술의 후세에 퍼진 엔노 오즈누의 모습의 원형이 되었다. 황당무계한 내용이 많은 불교설화집의 특성상 사실과는 다른 내용이 많으나 저자의 완전한 창작은 아니며 당시 퍼져있던 이야기를 토대로 한 것으로 보인다.
《일본영이기》는 고닌(弘仁) 연간(810년 - 824년)에 성립되었으며, 설화 자체는 진고케이운(神護景雲) 2년(768년) 이후에 성립된 것도 포함되어 있다. 본서의 엔노 오즈누는 불법에 충실한 우바새(優婆塞)였다. 본서 상권28에서는 「공작왕 주법을 지니고 불가사의한 위력을 얻어 지금은 선인(仙人)이 되어 하늘에 올랐다.」는 제목으로 이야기가 실려 있다.
우바새 엔노 오즈누는 야마토 국 가쓰라기 산의 가와바라 촌 사람으로 가모노 엔노 기미(賀茂役公)의 백성 출신이었다. 젊어서부터 구름을 타고 선인과 노닐며, 《공작왕주경》의 주법을 부려 귀신을 자유자재로 부리는 능력을 지녔다고 적고 있다. 귀신을 부려 야마토 국의 긴푸 산과 가쓰라기 산 사이에 다리를 놓으려 엔노 오즈누는 신들을 모았는데 가쓰라기 산의 히토코토누시가 사람의 몸에 씌여 몬무 천황에게 우바새 엔노 오즈누가 모반을 꾀한다고 참소하였다. 엔노 오즈누는 도술을 부려 잡히지 않고 달아날 수 있었지만, 그의 어머니를 인질로 삼자 결국 체포되었다. 이즈 오오시마에 유배된 뒤에도 엔노 오즈누는 낮에는 이즈에서 살고 밤에는 후지산을 다녀가며 수행했다고 한다. 다이호 원년(701년) 정월에 사면된 엔노 오즈누는 선인(仙人)이 되어 승천하였다. 도쇼 법사가 신라에서 5백 마리의 범들 앞에서 《법화경》(法華経)을 설법할 때 범 가운데 사람 한 명이 끼어 일본어로 질문하였다. 법사가 묻자 그는 스스로 「엔노 우바새」라고 대답했다. 법사가 자리에서 내려와 그를 찾았지만 간 곳을 알 수 없었다. 히토코토누시는 우바새 엔노 오즈누가 주술로 감금해 버린 뒤 지금(즉 《일본영이기》집필 시점)까지도 풀려나지 못하고 있었다고 한다.

## 신앙
일본에는 엔노 오즈누와 인연이 있는 지역, 지금의 일본 오사카ㆍ교토부, 나라ㆍ시가ㆍ와카야마ㆍ미에 현에 있는 36개의 진쟈와 절들을 순례하는 엔노교쟈레이세키후다쇼(役行者靈蹟札所)가 있는데, 엔노 오즈누가 죽고 1,300년이 되는 해에 생긴 것으로 일종의 성지 투어 비슷한 것 같다. 또한 현존하는 각지의 진쟈나 데라에 모셔진 엔노 오즈누의 초상에는 '진벤다이보사츠'라는 이름이 붙어 있으며, '나무진벤다이보사츠(南無神變大菩薩)'라 적어 봉납한 것도 볼 수 있다.